# 孫連勝
孫連勝（1964年—），中華民國空軍退役中將，具有台灣原住民魯凱族血統，是國軍首位原住民出身之空軍中將，於2024年4月1日退伍。曾任空軍司令部副司令，空軍教育訓練暨準則發展指揮部中將指揮官、空軍作戰指揮部少將副指揮官、空軍司令部戰訓處少將處長、443聯隊少將聯隊長、作戰及計劃次長室戰情中心少將主任等職務。畢業於空軍官校1986年班（75年班；67期）、國防大學空軍指揮參謀學院1997年班（86年班）及國防大學戰爭學院2009年班（98年班），2014年7月1日晉升少將、2019年7月1日晉升中將。